# Now That the Light Is Fading
Now That the Light Is Fading è l'EP di debutto della cantautrice statunitense Maggie Rogers, pubblicato il 17 febbraio 2017 dalla Debay Sounds sotto esclusiva licenza della Capitol Records.

## Sfondo
Le canzoni sull'EP sono state scritte durante i suoi anni di college e trattano argomenti come trovare te stesso dopo una relazione, la delicatezza dell'amore, la calma bellezza della natura e le transizioni che i giovani attraversano mentre crescono.
L'EP è stato anche ispirato in parte dai suoi numerosi viaggi zaino in spalla lungo la costa orientale, l'Alaska e da un'esperienza di studio all'estero in Francia. Molte delle canzoni presentano effetti di percussione non tradizionali, come gli uccelli e le gambe che toccano.
L'EP è stato rilasciato poco dopo che Rogers si è laureata alla New York University. Dopo che è stato rilasciato, è stato supportato da un breve tour e numerose apparizioni in festival.

## Le canzoni

### Color Song
Dotata di pochi strumenti, la prima traccia Color Song, viene eseguita a cappella, e si affida invece alle voci impilate di Rogers sopra i suoni della natura selvaggia e degli insetti. L'EP prende il nome dai testi della canzone, e i rumori di sottofondo ricordano i suoni del crepuscolo nel Midwest o sulla costa Orientale.
La canzone descrive la natura in modo romantico e descrittivo, con dettagli speciali dati al colore di cose normalmente banali e comuni. Il rapporto e l'apprezzamento della natura di Maggie è un tema che è proseguito nell'EP in altri brani, come il suo successo virale Alaska.
(Rogers in un'intervista a Nylon, riguardo alla canzone)

### Alaska
Alaska viene descritta come un bellissimo equilibrio tra folk e dance, con percussioni sane e stratificate, una splendida strumentazione e voci straordinarie.
La canzone è inoltre il singolo di debutto della cantante, ed è stata pubblicata il 14 ottobre 2016, mentre il videoclip, diretto da Zia Anger, è stato rilasciato 4 giorni dopo.

### On and Off
Pubblicato come terzo singolo, la canzone tratta di una relazione avanti e indietro, sentendosi sempre meglio quando tornano di nuovo insieme.
Il videoclip, sempre diretto da Zia Anger, è stato rilasciato il 1º febbraio 2017.

### Dog Years
(Rogers descrivendo il singolo)

### Better
(Rogers a Nylon)

## Tracce
1. Color Song – 2:09
2. Alaska – 3:08
3. On and Off – 3:41
4. Dog Years – 4:35
5. Better – 3:35